# 南富田町
南富田町（みなみとみたまち）は、青森県弘前市の地名。郵便番号は036-8172。2017年6月1日現在の人口は633人、世帯数は331世帯。

## 地理
北から西にかけて富田町、西南に豊原、南は北園、東は取上に接する。

## 歴史

### 沿革
- 1968年（昭和43年）～現在 - 富田町、取上から分離。南富田町になる。

### 名前の由来
かつての富田町の小字名、富田町の南側に位置することから。

## 施設

### 福祉
- 居宅介護支援事業所八代

### 公共
- 弘前市南富田町体育センター

### 行政
- 弘前公共職業安定所
- 弘前労働基準監督署

## 小・中学校の学区
市立小・中学校に通う場合、学区は以下の通りとなる。
| 町丁     | 番・番地 | 小学校                 | 中学校             |
| -------- | -------- | ---------------------- | ------------------ |
| 南富田町 | 全域     | 弘前市立第三大成小学校 | 弘前市立第三中学校 |